# هالة هادي
هالة هادي (2 مايو 1969 - ) هي مغنية وممثلة أردنية - لبنانية. 

## حياتها
- ولدت في بيروت - لبنان، عاشت في البدء في القاهرة وعادت لتعيش في الأردن واستقرت في لبنان.
- تقيم منذ عام 2003 في لبنان مع زوجها وإبنتها وهي تحمل الجنسية اللبنانية جانب الجنسية الأردنية.

## مسيرتها
- بدأت مسيرتها الفنية أمام الممثل اللبناني ماجد أفيوني عام 1978.
- تعاقدت مع شركة روتانا وقدمت أول ألبوم غنائي بعنوان من قلبي ومن أبرز أغانيها "طير يا حمام" و"صباحك ورد" و"الزمن الجميل" و"لو لونت الورد".
- غابت عن الفن لفترة طويلة للتفرغ لتربية ابنتها

## أعمالها

### مغنية
- طير ياحمام
- صبرنا يابو صابر
- عقباوي واسمر
- داره قبال داري
- صباحك ورد
- قهوة حمد صورت في أبو ظبي عام 1982
- جاز الأمر مع طلال مداح وكان عمرها 14 عاما
- من العين دي مرحبا 1989
- منسية
- أسمر [1]
- الزمن الجميل [1]
- عيني مع حميد الشاعري
- إن راح منك يا عيني
- من قلبي
- لو لونت الورد

### ممثلة
- مسرحية اللعبة مع ربيع شهاب ورندا زكريا
- مسلسل حارة أبو عواد
- مسلسل الشائعة
- مسلسل معقول ياناس مع الممثل *حابس العبادي
- طرفة بن العبد بطولة *محمد العبادي
- جلوة راكان بطولة *روحي الصفدي

## وصلات خارجية
- هالة هادي على موقع قاعدة بيانات الأفلام العربية
- هالة هادي على موقع ديسكوغز (الإنجليزية)